# Chamaedorea elegans
Chamaedorea elegans Mart. è una pianta appartenente alla famiglia delle Arecacee (sottofamiglia Arecoideae, tribù Chamaedoreeae) originaria delle foreste pluviali del Messico meridionale e del Guatemala.

## Descrizione

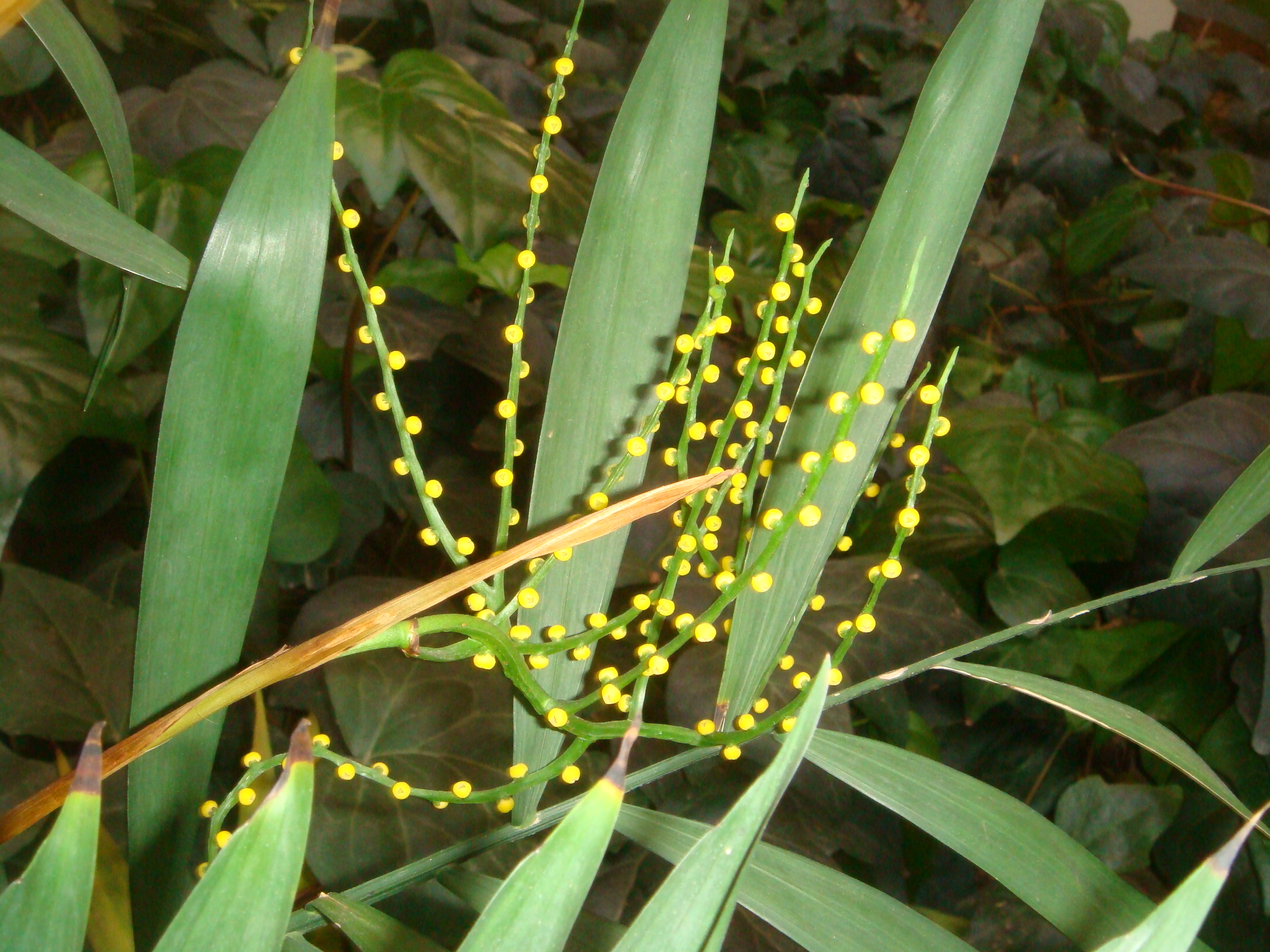
Fiori di C. elegans

C. elegans è una pianta legnosa, rizomatosa, con un tronco sottile e verde, si trova nelle zone tropicali e cresce 2–3 m di altezza. Ha foglie a forma di mezzaluna, gemme erette e steli tubolari flessibili senza spine con fogliame generalmente pennato. La chioma porta da 3 a 10 foglie lunghe e pennate (di più quando sono mature). Una caratteristica notevole di questa specie è l'età precoce dell'inizio della fioritura, con alcune piante che fioriscono ad un'altezza di soli 30 cm.
I piccoli fiori odorosi, di colore giallo chiaro, giallo o rosso-arancio, compaiono su piccioli irregolarmente ramificati che crescono sotto o tra le foglie. Emergono dal tronco come gemme laterali e si aprono sotto forma di grappoli di piccole palline senza petali. Questi hanno una certa somiglianza con quelli del genere Mimosa. Occasionalmente, dopo la fioritura si sviluppano bacche delle dimensioni di un pisello, che hanno un diametro di 6 mm, sono scure e raccolte in infruttescenze paniculate.

## Distribuzione e habitat
In natura si trova in Belize e Messico negli stati di Chiapas, Campeche, Guerrero, Hidalgo, Oaxaca, Puebla, Quintana Roo, San Luis Potosí, Tabasco, Veracruz e Yucatan. In Guatemala si trova a Huehuetenango, Alta Verapaz e nel dipartimento di Petén.

## Usi
C. elegans è una delle palme da appartamento più vendute al mondo.